# Pararhadinaea melanogaster
Pararhadinaea melanogaster är en ormart som beskrevs av Boettger 1898. Pararhadinaea melanogaster är ensam i släktet Pararhadinaea som ingår i familjen snokar. Inga underarter finns listade i Catalogue of Life.
Denna orm förekommer på norra Madagaskar. Arten lever i låglandet och i kulliga områden upp till 450 meter över havet. Den vistas vanligen i torra lövfällande skogar men den besöker även fuktiga skogar. Pararhadinaea melanogaster är vanligast vid skogens kanter och i mindre trädgrupper men den undviker helt öppna landskap. Honor lägger ägg.
Beståndet hotas av skogsröjningar och svedjebruk. Arten har viss anpassningsförmåga och den hittas i olika naturskyddszoner. IUCN kategoriserar arten globalt som sårbar.